# Euphorbia latimammillaris
Euphorbia latimammillaris là một loài thực vật có hoa trong họ Đại kích. Loài này được Croizat mô tả khoa học đầu tiên năm 1933.